# Grand Prix moto d'Allemagne 2023
Le Grand Prix moto d'Allemagne 2023 est la septième manche du championnat du monde de vitesse moto 2023.
Cette 86e édition du Grand Prix moto d'Allemagne s'est déroulée du 16 juin au 18 juin sur le Sachsenring à Hohenstein-Ernstthal.

## Qualifications

### MotoGP
| Meilleur temps de la session |

| Pos.                                          | Num | Pilote                | Constructeur | Temps          | Temps          | Position départ | Row |
| Pos.                                          | Num | Pilote                | Constructeur | Q1             | Q2             | Position départ | Row |
| --------------------------------------------- | --- | --------------------- | ------------ | -------------- | -------------- | --------------- | --- |
| 1                                             | 1   | Francesco Bagnaia     | Ducati       | Qualifié en Q2 | 1 min 21 s 409 | 1               | 1   |
| 2                                             | 10  | Luca Marini           | Ducati       | Qualifié en Q2 | 1 min 21 s 487 | 2               | 1   |
| 3                                             | 43  | Jack Miller           | KTM          | Qualifié en Q2 | 1 min 21 s 492 | 3               | 1   |
| 4                                             | 5   | Johann Zarco          | Ducati       | Qualifié en Q2 | 1 min 21 s 765 | 4               | 2   |
| 5                                             | 72  | Marco Bezzecchi       | Ducati       | Qualifié en Q2 | 1 min 21 s 936 | 5               | 2   |
| 6                                             | 89  | Jorge Martín          | Ducati       | Qualifié en Q2 | 1 min 21 s 995 | 6               | 2   |
| 7                                             | 93  | Marc Márquez          | Honda        | 1 min 25 s 681 | 1 min 22 s 013 | 7               | 3   |
| 8                                             | 73  | Álex Márquez          | Ducati       | Qualifié en Q2 | 1 min 22 s 044 | 8               | 3   |
| 9                                             | 33  | Brad Binder           | KTM          | 1 min 24 s 655 | 1 min 22 s 047 | 9               | 3   |
| 10                                            | 41  | Aleix Espargaró       | Aprilia      | Qualifié en Q2 | 1 min 22 s 222 | 10              | 4   |
| 11                                            | 23  | Enea Bastianini       | Ducati       | Qualifié en Q2 | 1 min 22 s 239 | 11              | 4   |
| 12                                            | 20  | Fabio Quartararo      | Yamaha       | Qualifié en Q2 | 1 min 22 s 421 | 12              | 4   |
| 13                                            | 12  | Maverick Viñales      | Aprilia      | 1 min 27 s 269 | N/A            | 13              | 5   |
| 14                                            | 49  | Fabio Di Giannantonio | Ducati       | 1 min 27 s 692 | N/A            | 14              | 5   |
| 15                                            | 37  | Augusto Fernández     | KTM          | 1 min 27 s 734 | N/A            | 15              | 5   |
| 16                                            | 88  | Miguel Oliveira       | Aprilia      | 1 min 27 s 882 | N/A            | 16              | 6   |
| 17                                            | 21  | Franco Morbidelli     | Yamaha       | 1 min 27 s 908 | N/A            | 17              | 6   |
| 18                                            | 30  | Takaaki Nakagami      | Honda        | 1 min 28 s 404 | N/A            | 18              | 6   |
| 19                                            | 25  | Raúl Fernández        | Aprilia      | 1 min 29 s 119 | N/A            | 19              | 7   |
| 20                                            | 94  | Jonas Folger          | KTM          | 1 min 29 s 712 | N/A            | 20              | 7   |
| RESULTATS OFFICIELS DES QUALIFICATIONS MOTOGP |     |                       |              |                |                |                 |     |

## Classement MotoGP

### Course sprint
| Pos                        | Num | Pilote                | Moto    | Tours | Temps/Écart     | Grille | Points |
| -------------------------- | --- | --------------------- | ------- | ----- | --------------- | ------ | ------ |
| 1                          | 89  | Jorge Martín          | Ducati  | 15    | 20 min 21 s 871 | 6      | 12     |
| 2                          | 1   | Francesco Bagnaia     | Ducati  | 15    | +2 s 468        | 1      | 9      |
| 3                          | 43  | Jack Miller           | KTM     | 15    | +3 s 287        | 3      | 7      |
| 4                          | 10  | Luca Marini           | Ducati  | 15    | +5 s 487        | 2      | 6      |
| 5                          | 5   | Johann Zarco          | Ducati  | 15    | +5 s 538        | 4      | 5      |
| 6                          | 33  | Brad Binder           | KTM     | 15    | +6 s 289        | 9      | 4      |
| 7                          | 72  | Marco Bezzecchi       | Ducati  | 15    | +6 s 956        | 5      | 3      |
| 8                          | 73  | Álex Márquez          | Ducati  | 15    | +9 s 261        | 8      | 2      |
| 9                          | 41  | Aleix Espargaró       | Aprilia | 15    | +9 s 691        | 10     | 1      |
| 10                         | 23  | Enea Bastianini       | Ducati  | 15    | +9 s 715        | 11     |        |
| 11                         | 93  | Marc Márquez          | Honda   | 15    | +10 s 828       | 7      |        |
| 12                         | 49  | Fabio Di Giannantonio | Ducati  | 15    | +10 s 905       | 14     |        |
| 13                         | 20  | Fabio Quartararo      | Yamaha  | 15    | +11 s 366       | 12     |        |
| 14                         | 37  | Augusto Fernández     | KTM     | 15    | +12 s 593       | 15     |        |
| 15                         | 21  | Franco Morbidelli     | Yamaha  | 15    | +12 s 905       | 17     |        |
| 16                         | 88  | Miguel Oliveira       | Aprilia | 15    | +13 s 837       | 16     |        |
| 17                         | 30  | Takaaki Nakagami      | Honda   | 15    | +14 s 505       | 18     |        |
| 18                         | 25  | Raúl Fernández        | Aprilia | 15    | +28 s 959       | 19     |        |
| Ab.                        | 12  | Maverick Viñales      | Aprilia | 11    | Chute           | 13     |        |
| Ab.                        | 94  | Jonas Folger          | KTM     | 6     | Retrait         | 20     |        |
| (en) [PDF]Rapport officiel |     |                       |         |       |                 |        |        |

### Course principale
| Pos                        | Num | Pilote                | Moto    | Tours | Temps/Écart     | Grille | Points |
| -------------------------- | --- | --------------------- | ------- | ----- | --------------- | ------ | ------ |
| 1                          | 89  | Jorge Martín          | Ducati  | 30    | 40 min 52 s 449 | 6      | 25     |
| 2                          | 1   | Francesco Bagnaia     | Ducati  | 30    | +0 s 064        | 1      | 20     |
| 3                          | 5   | Johann Zarco          | Ducati  | 30    | +7 s 013        | 4      | 16     |
| 4                          | 72  | Marco Bezzecchi       | Ducati  | 30    | +8 s 430        | 5      | 13     |
| 5                          | 10  | Luca Marini           | Ducati  | 30    | +11 s 679       | 2      | 11     |
| 6                          | 43  | Jack Miller           | KTM     | 30    | +11 s 904       | 3      | 10     |
| 7                          | 73  | Álex Márquez          | Ducati  | 30    | +14 s 040       | 7      | 9      |
| 8                          | 23  | Enea Bastianini       | Ducati  | 30    | +14 s 859       | 10     | 8      |
| 9                          | 49  | Fabio Di Giannantonio | Ducati  | 30    | +17 s 061       | 13     | 7      |
| 10                         | 88  | Miguel Oliveira       | Aprilia | 30    | +19 s 648       | 15     | 6      |
| 11                         | 37  | Augusto Fernández     | KTM     | 30    | +19 s 997       | 14     | 5      |
| 12                         | 21  | Franco Morbidelli     | Yamaha  | 30    | +22 s 949       | 16     | 4      |
| 13                         | 20  | Fabio Quartararo      | Yamaha  | 30    | +25 s 117       | 11     | 3      |
| 14                         | 30  | Takaaki Nakagami      | Honda   | 30    | +25 s 327       | 17     | 2      |
| 15                         | 25  | Raúl Fernández        | Aprilia | 30    | +25 s 503       | 18     | 1      |
| 16                         | 41  | Aleix Espargaró       | Aprilia | 30    | +28 s 543       | 9      |        |
| 17                         | 94  | Jonas Folger          | KTM     | 30    | +48 s 962       | 19     |        |
| Ab.                        | 33  | Brad Binder           | KTM     | 18    | Chute           | 8      |        |
| Ab.                        | 12  | Maverick Viñales      | Aprilia | 8     | Pb. mécanique   | 12     |        |
| DNS                        | 93  | Marc Márquez          | Honda   |       | Retrait         |        |        |
| (en) [PDF]Rapport officiel |     |                       |         |       |                 |        |        |

- Marc Márquez souffrant d'une fracture du pouce gauche à la suite d'une chute lors du warm-up a décidé de ne pas prendre le départ de la course principale.

## Moto2
| Pos                        | Num | Pilote                  | Moto       | Tours | Temps/Écart     | Grille | Points |
| -------------------------- | --- | ----------------------- | ---------- | ----- | --------------- | ------ | ------ |
| 1                          | 37  | Pedro Acosta            | Kalex      | 25    | 35 min 15 s 315 | 1      | 25     |
| 2                          | 14  | Tony Arbolino           | Kalex      | 25    | +2 s 730        | 2      | 20     |
| 3                          | 96  | Jake Dixon              | Kalex      | 25    | +2 s 825        | 3      | 16     |
| 4                          | 35  | Somkiat Chantra         | Kalex      | 25    | +9 s 013        | 7      | 13     |
| 5                          | 21  | Alonso López            | Boscoscuro | 25    | +12 s 274       | 5      | 11     |
| 6                          | 18  | Manuel González         | Kalex      | 25    | +13 s 540       | 12     | 10     |
| 7                          | 22  | Sam Lowes               | Kalex      | 25    | +14 s 457       | 6      | 9      |
| 8                          | 54  | Fermín Aldeguer         | Boscoscuro | 25    | +15 s 053       | 8      | 8      |
| 9                          | 75  | Albert Arenas           | Kalex      | 25    | +15 s 219       | 9      | 7      |
| 10                         | 13  | Celestino Vietti        | Kalex      | 25    | +15 s 397       | 11     | 6      |
| 11                         | 11  | Sergio García           | Kalex      | 25    | +22 s 204       | 10     | 5      |
| 12                         | 7   | Barry Baltus            | Kalex      | 25    | +23 s 478       | 14     | 4      |
| 13                         | 12  | Filip Salač             | Kalex      | 25    | +23 s 586       | 13     | 3      |
| 14                         | 79  | Ai Ogura                | Kalex      | 25    | +23 s 879       | 20     | 2      |
| 15                         | 71  | Dennis Foggia           | Kalex      | 25    | +24 s 947       | 22     | 1      |
| 16                         | 52  | Jeremy Alcoba           | Kalex      | 25    | +28 s 448       | 17     |        |
| 17                         | 4   | Sean Dylan Kelly        | Kalex      | 25    | +32 s 574       | 18     |        |
| 18                         | 84  | Zonta van den Goorbergh | Kalex      | 25    | +35 s 241       | 23     |        |
| 19                         | 99  | Carlos Tatay            | Kalex      | 25    | +36 s 630       | 26     |        |
| 20                         | 24  | Marcos Ramírez          | Forward    | 25    | +48 s 790       | 24     |        |
| 21                         | 23  | Taiga Hada              | Kalex      | 25    | +1 min 11 s 766 | 29     |        |
| 22                         | 27  | Kasma Daniel            | Kalex      | 25    | +1 min 23 s 431 | 28     |        |
| Ab.                        | 16  | Joe Roberts             | Kalex      | 18    | Chute           | 16     |        |
| Ab.                        | 19  | Lorenzo Dalla Porta     | Kalex      | 11    | Retrait         | 25     |        |
| Ab.                        | 28  | Izan Guevara            | Kalex      | 8     | Chute           | 27     |        |
| Ab.                        | 40  | Arón Canet              | Kalex      | 5     | Chute           | 4      |        |
| Ab.                        | 3   | Lukas Tulovic           | Kalex      | 4     | Chute           | 21     |        |
| Ab.                        | 64  | Bo Bendsneyder          | Kalex      | 0     | Chute           | 15     |        |
| Ab.                        | 15  | Darryn Binder           | Kalex      | 0     | Chute           | 19     |        |
| DNS                        | 72  | Borja Gómez             | Kalex      |       |                 |        |        |
| (en) [PDF]Rapport officiel |     |                         |            |       |                 |        |        |

- Borja Gómez a été déclaré inapte à courir après un crash en essais.

## Moto3
| Pos                        | Num | Pilote              | Moto      | Tours | Temps/Écart     | Grille | Points |
| -------------------------- | --- | ------------------- | --------- | ----- | --------------- | ------ | ------ |
| 1                          | 53  | Deniz Öncü          | KTM       | 23    | 33 min 10 s 531 | 2      | 25     |
| 2                          | 71  | Ayumu Sasaki        | Husqvarna | 23    | +0 s 077        | 1      | 20     |
| 3                          | 96  | Daniel Holgado      | KTM       | 23    | +12 s 074       | 6      | 16     |
| 4                          | 48  | Iván Ortolá         | KTM       | 23    | +12 s 196       | 3      | 13     |
| 5                          | 80  | David Alonso        | Gas Gas   | 23    | +17 s 158       | 14     | 11     |
| 6                          | 5   | Jaume Masià         | Honda     | 23    | +17 s 328       | 5      | 10     |
| 7                          | 10  | Diogo Moreira       | KTM       | 23    | +17 s 416       | 8      | 9      |
| 8                          | 6   | Ryusei Yamanaka     | Honda     | 23    | +17 s 468       | 15     | 8      |
| 9                          | 82  | Stefano Nepa        | KTM       | 23    | +17 s 548       | 9      | 7      |
| 10                         | 72  | Taiyo Furusato      | KTM       | 23    | +18 s 132       | 10     | 6      |
| 11°                        | 43  | Xavier Artigas      | CFMoto    | 23    | +17 s 838       | 11     | 5      |
| 12                         | 44  | David Muñoz         | KTM       | 23    | +20 s 723       | 29     | 4      |
| 13                         | 99  | José Antonio Rueda  | KTM       | 23    | +21 s 034       | 16     | 3      |
| 14                         | 27  | Kaito Toba          | Honda     | 23    | +21 s 147       | 7      | 2      |
| 15                         | 16  | Andrea Migno        | KTM       | 23    | +21 s 241       | 13     | 1      |
| 16                         | 31  | Adrián Fernández    | Honda     | 23    | +33 s 445       | 23     |        |
| 17                         | 54  | Riccardo Rossi (it) | Honda     | 23    | +33 s 536       | 21     |        |
| 18                         | 55  | Romano Fenati       | Honda     | 23    | +33 s 661       | 22     |        |
| 19                         | 64  | Mario Aji           | Honda     | 23    | +33 s 759       | 19     |        |
| 20                         | 19  | Scott Ogden         | Honda     | 23    | +36 s 144       | 27     |        |
| 21                         | 7   | Filippo Farioli     | KTM       | 23    | +43 s 725       | 17     |        |
| 22                         | 66  | Joel Kelso          | CFMoto    | 23    | +45 s 306       | 18     |        |
| 23                         | 70  | Joshua Whatley      | Honda     | 23    | +55 s 584       | 24     |        |
| 24                         | 38  | David Salvador      | KTM       | 23    | +55 s 605       | 28     |        |
| 25                         | 33  | Tatchakorn Buasri   | Honda     | 23    | +55 s 729       | 25     |        |
| 26                         | 57  | Danial Shahril      | KTM       | 23    | +55 s 801       | 26     |        |
| 27                         | 22  | Ana Carrasco        | KTM       | 23    | +55 s 954       | 20     |        |
| Ab.                        | 18  | Matteo Bertelle     | Honda     | 21    | Chute           | 12     |        |
| Ab.                        | 95  | Collin Veijer       | Husqvarna | 1     | Chute           | 4      |        |
| (en) [PDF]Rapport officiel |     |                     |           |       |                 |        |        |

° Xavier Artigas a reçu une pénalité d'une place pour avoir dépassé les limites de la piste dans le dernier tour

## MotoE
Toutes les motos sont fournies par Ducati.

### Course 1
| Pos                        | Num | Pilote             | Tours | Temps/Écart     | Grille | Points |
| -------------------------- | --- | ------------------ | ----- | --------------- | ------ | ------ |
| 1                          | 81  | Jordi Torres       | 10    | 14 min 46 s 636 | 1      | 25     |
| 2                          | 3   | Randy Krummenacher | 10    | +0 s 778        | 7      | 20     |
| 3                          | 11  | Matteo Ferrari     | 10    | +1 s 014        | 10     | 16     |
| 4                          | 61  | Alessandro Zaccone | 10    | +1 s 370        | 8      | 13     |
| 5                          | 40  | Mattia Casadei     | 10    | +3 s 550        | 6      | 11     |
| 6                          | 29  | Nicolas Spinelli   | 10    | +0 s 962 (+3.0) | 4      | 10     |
| 7                          | 53  | Tito Rabat         | 10    | +4 s 772        | 9      | 9      |
| 8                          | 77  | Miquel Pons        | 10    | +4 s 850        | 11     | 8      |
| 9                          | 9   | Andrea Mantovani   | 10    | +5 s 282        | 12     | 7      |
| 10                         | 78  | Hikari Okubo       | 10    | +6 s 481        | 5      | 6      |
| 11                         | 21  | Kevin Zannoni      | 10    | +7 s 318        | 15     | 5      |
| 12                         | 34  | Kevin Manfredi     | 10    | +7 s 949        | 13     | 4      |
| 13                         | 8   | Mika Pérez         | 10    | +13 s 567       | 14     | 3      |
| 14                         | 72  | Alessio Finello    | 10    | +18 s 576       | 16     | 2      |
| 15                         | 6   | María Herrera      | 10    | +18 s 761       | 17     | 1      |
| 16                         | 23  | Luca Salvadori     | 10    | +21 s 661       | 18°    |        |
| Ab.                        | 51  | Eric Granado       | 9     | Chute           | 3      |        |
| Ab.                        | 4   | Héctor Garzó       | 9     | Chute           | 2      |        |
| (en) [PDF]Rapport officiel |     |                    |       |                 |        |        |

° pénalisé d'un départ au fond de la grille

### Course 2
Initialement prévue pour durer 10 tours, la course a été arrêtée après 6 tours en raison des conditions météo et n'a pas reprise.
| Pos                        | Num | Pilote             | Tours | Temps/Écart    | Grille | Points |
| -------------------------- | --- | ------------------ | ----- | -------------- | ------ | ------ |
| 1                          | 4   | Héctor Garzó       | 6     | 8 min 50 s 507 | 2      | 25     |
| 2                          | 40  | Mattia Casadei     | 6     | +0 s 233       | 6      | 20     |
| 3                          | 81  | Jordi Torres       | 6     | +0 s 290       | 1      | 16     |
| 4                          | 51  | Eric Granado       | 6     | +0 s 577       | 3      | 13     |
| 5                          | 29  | Nicolas Spinelli   | 6     | +0 s 779       | 4      | 11     |
| 6                          | 3   | Randy Krummenacher | 6     | +0 s 802       | 7      | 10     |
| 7                          | 11  | Matteo Ferrari     | 6     | +0 s 857       | 10     | 9      |
| 8                          | 78  | Hikari Okubo       | 6     | +2 s 650       | 5      | 8      |
| 9                          | 61  | Alessandro Zaccone | 6     | +2 s 657       | 8      | 7      |
| 10                         | 9   | Andrea Mantovani   | 6     | +2 s 770       | 12     | 6      |
| 11                         | 77  | Miquel Pons        | 6     | +2 s 880       | 11     | 5      |
| 12                         | 21  | Kevin Zannoni      | 6     | +5 s 312       | 15     | 4      |
| 13                         | 34  | Kevin Manfredi     | 6     | +5 s 886       | 13     | 3      |
| 14                         | 53  | Tito Rabat         | 6     | +6 s 155       | 9      | 2      |
| 15                         | 8   | Mika Pérez         | 6     | +8 s 396       | 14     | 1      |
| 16                         | 23  | Luca Salvadori     | 6     | +13 s 836      | 18°    |        |
| 17                         | 72  | Alessio Finello    | 6     | +14 s 481      | 16     |        |
| 18                         | 6   | María Herrera      | 6     | +19 s 828      | 17     |        |
| (en) [PDF]Rapport officiel |     |                    |       |                |        |        |

## Championnat après la course
Seul le top 5 est représenté ici,,,

### MotoGP
|   | Pos. | Pilote            | Points |
| - | ---- | ----------------- | ------ |
|   | 1    | Francesco Bagnaia | 160    |
| 1 | 2    | Jorge Martín      | 144    |
| 1 | 3    | Marco Bezzecchi   | 126    |
| 1 | 4    | Johann Zarco      | 109    |
| 1 | 5    | Brad Binder       | 96     |

|  | Pos. | Constructeur | Points |
|  | ---- | ------------ | ------ |
|  | 1    | Ducati       | 248    |
|  | 2    | KTM          | 135    |
|  | 3    | Aprilia      | 99     |
|  | 4    | Honda        | 81     |
|  | 5    | Yamaha       | 68     |

|   | Pos. | Equipe                      | Points |
| - | ---- | --------------------------- | ------ |
|   | 1    | Prima Pramac Racing         | 253    |
|   | 2    | Mooney VR46 Racing Team     | 215    |
| 1 | 3    | Ducati Lenovo Team          | 186    |
| 1 | 4    | Red Bull KTM Factory Racing | 175    |
|   | 5    | Aprilia Racing              | 108    |

### Moto2
|   | Pos. | Pilote        | Points |
| - | ---- | ------------- | ------ |
|   | 1    | Tony Arbolino | 139    |
|   | 2    | Pedro Acosta  | 124    |
|   | 3    | Alonso López  | 82     |
| 2 | 4    | Jake Dixon    | 79     |
| 1 | 5    | Filip Salač   | 72     |

|  | Pos. | Constructeur | Points |
|  | ---- | ------------ | ------ |
|  | 1    | Kalex        | 175    |
|  | 2    | Boscoscuro   | 86     |

|  | Pos. | Equipe                   | Points |
|  | ---- | ------------------------ | ------ |
|  | 1    | Elf Marc VDS Racing Team | 192    |
|  | 2    | Red Bull KTM Ajo         | 158    |
|  | 3    | MB Conveyors Speed Up    | 118    |
|  | 4    | Pons Wegow Los40         | 99     |
|  | 5    | QJmotor Gresini Moto2    | 94     |

### Moto3
|   | Pos. | Pilote         | Points |
| - | ---- | -------------- | ------ |
|   | 1    | Daniel Holgado | 125    |
|   | 2    | Jaume Masià    | 84     |
|   | 3    | Iván Ortolá    | 81     |
| 1 | 4    | Ayumu Sasaki   | 79     |
| 1 | 5    | Deniz Öncü     | 78     |

|   | Pos. | Constructeur | Points |
| - | ---- | ------------ | ------ |
|   | 1    | KTM          | 170    |
|   | 2    | Honda        | 109    |
|   | 3    | Husqvarna    | 82     |
|   | 4    | Gas Gas      | 70     |
| 2 | 5    | CFMoto       | 55     |

|   | Pos. | Equipe                         | Points |
| - | ---- | ------------------------------ | ------ |
| 1 | 1    | Red Bull KTM Tech3             | 127    |
| 1 | 2    | Leopard Racing                 | 122    |
|   | 3    | Angeluss MTA Team              | 121    |
|   | 4    | Red Bull KTM Ajo               | 120    |
|   | 5    | Liqui Moly Husqvarna Intact GP | 97     |

### MotoE
|   | Pos. | Pilote             | Points |
| - | ---- | ------------------ | ------ |
|   | 1    | Jordi Torres       | 104    |
|   | 2    | Matteo Ferrari     | 86     |
|   | 3    | Héctor Garzó       | 84     |
|   | 4    | Randy Krummenacher | 75     |
| 4 | 5    | Mattia Casadei     | 60     |

|   | Pos. | Equipe                     | Points |
| - | ---- | -------------------------- | ------ |
|   | 1    | Dynavolt Intact GP         | 159    |
| 2 | 2    | Openbank Aspar             | 112    |
| 2 | 3    | Pons Racing 40             | 105    |
| 2 | 4    | Felo Gresini               | 102    |
| 2 | 5    | Ongetta SIC58 Squadracorse | 89     |